# Spacelab

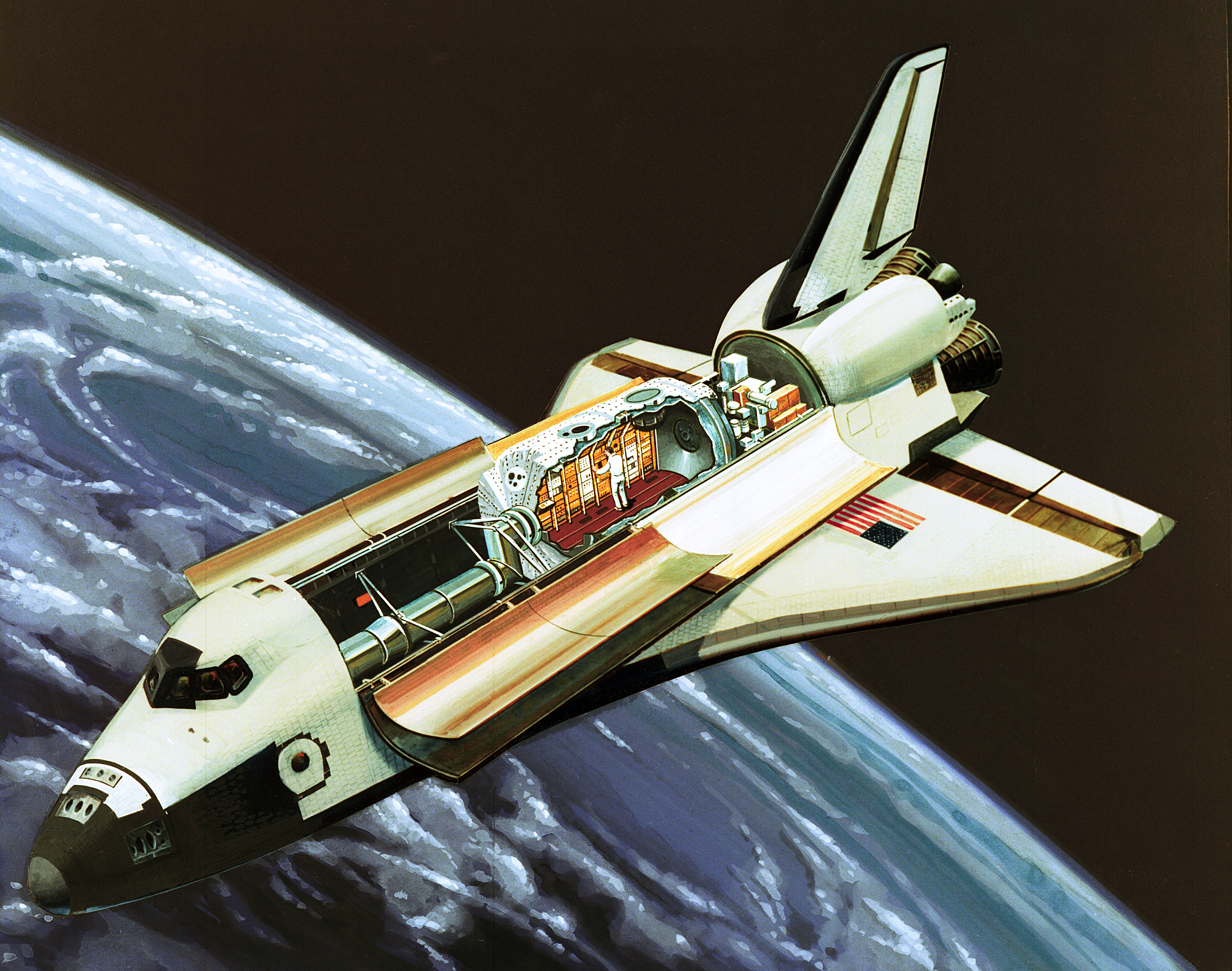
Spacelab w przestrzeni kosmicznej (wizja artystyczna)

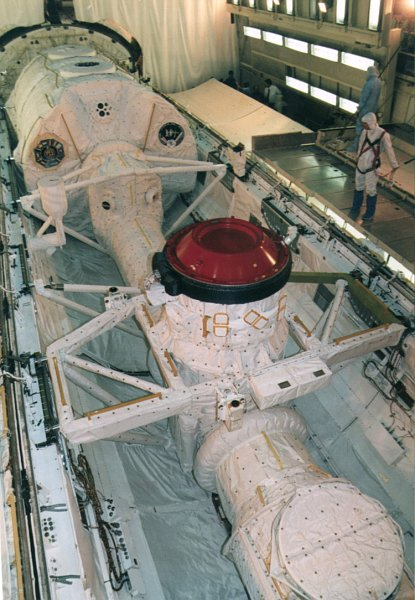
Spacelab zamontowany w ładowni wahadłowca

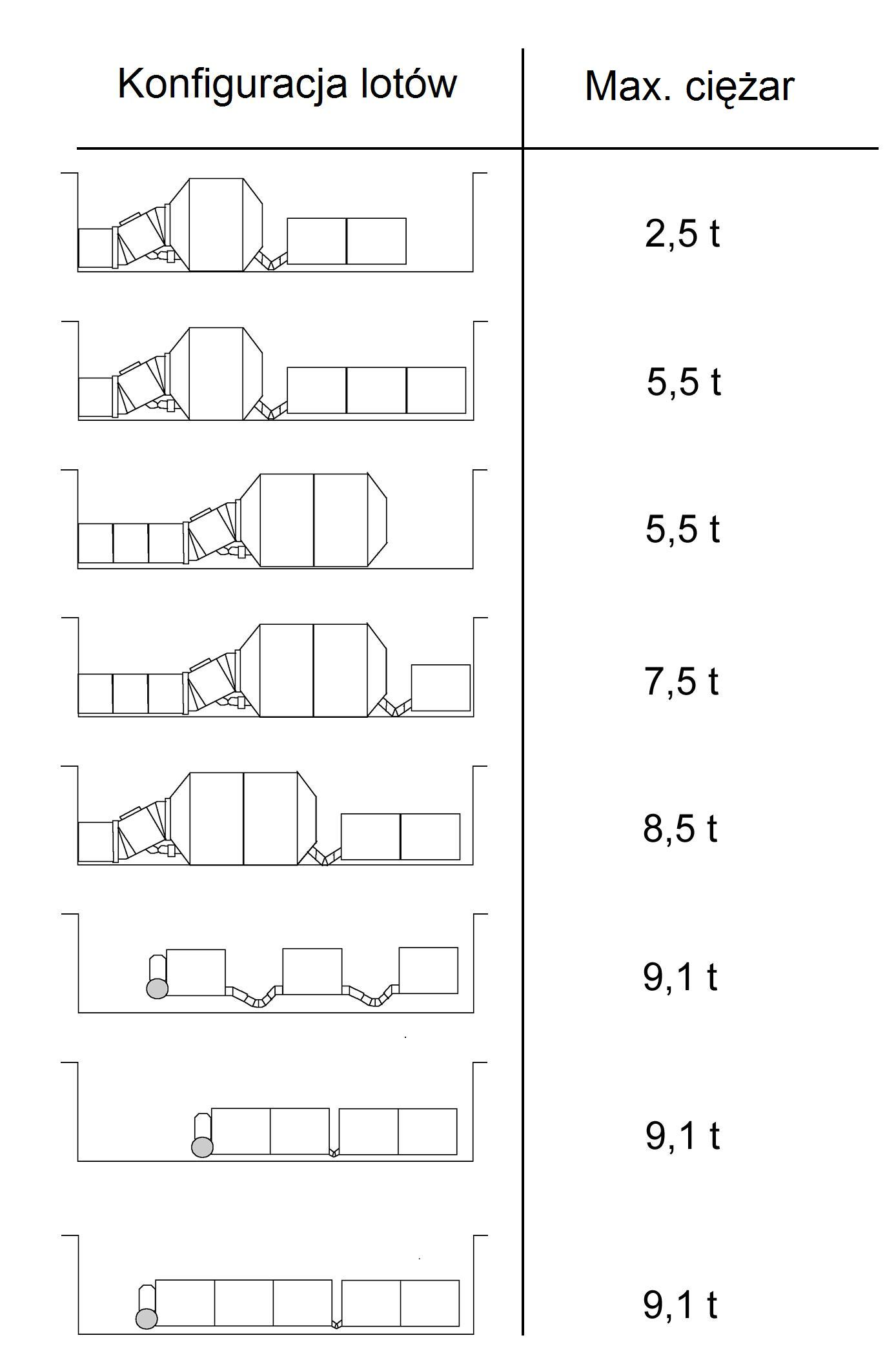
Konfiguracje laboratorium i ich maksymalna masa

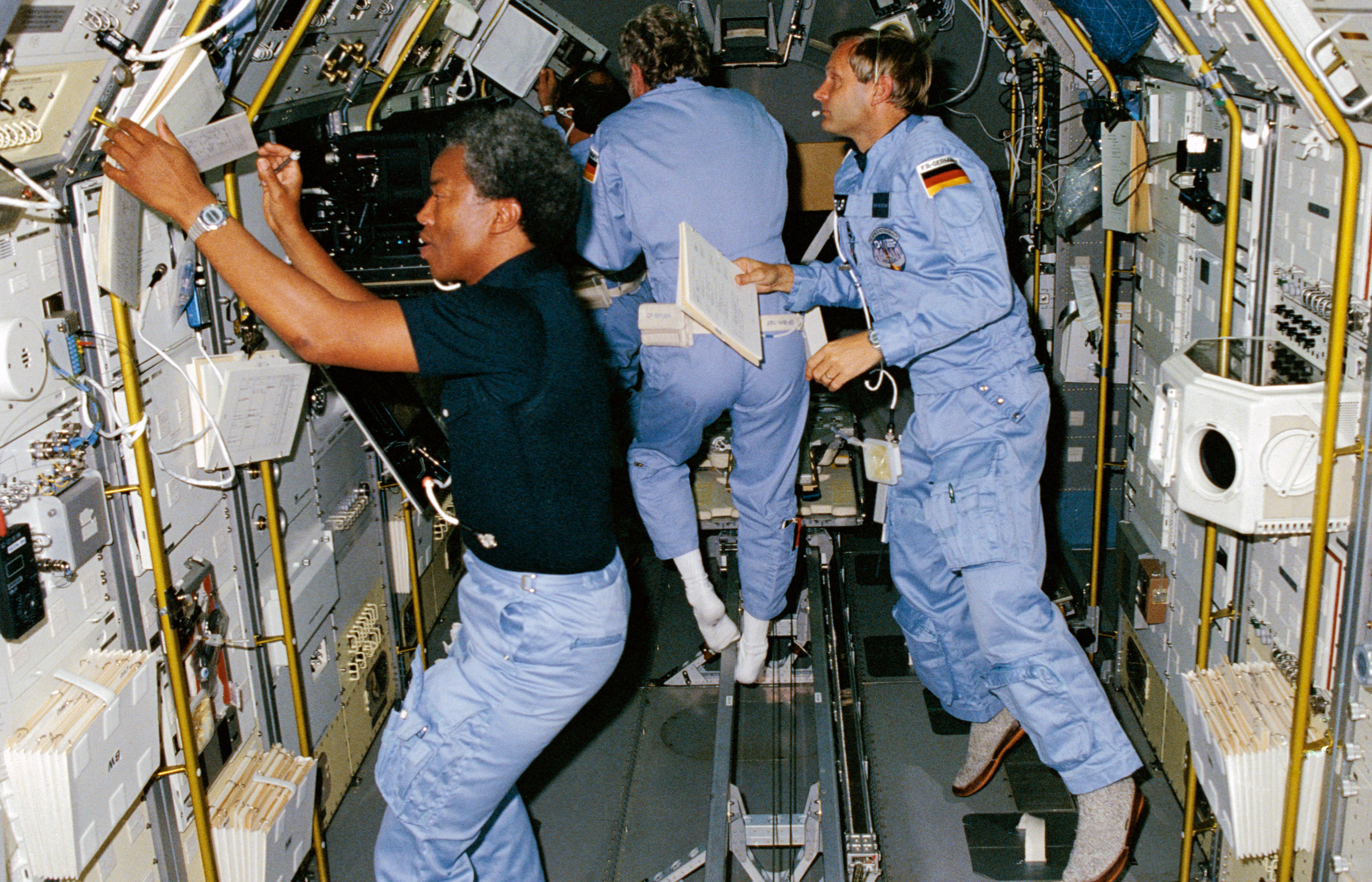
Praca załogi w module laboratoryjnym

Spacelab było to laboratorium wielokrotnego użytku wysyłane w przestrzeń kosmiczną na pokładzie wahadłowca. Pozwalało naukowcom wykonywać eksperymenty związane z mikrograwitacją na orbicie okołoziemskiej. Składało się z kilku połączonych komponentów, między innymi modułu ciśnieniowego i palet zewnętrznych.

## Historia
W kwietniu 1973 roku NASA i ESRO (European Space Research Organisation- Europejska Organizacja Badań Kosmicznych, od 1975 roku Europejska Agencja Kosmiczna) zdecydowały się skonstruować segmentowane kosmiczne laboratorium naukowe do użytku podczas lotów wahadłowca. Budowa rozpoczęła się w roku 1974. Pierwszy segment modułu laboratoryjnego, LM1, został przekazany NASA przez Europejską Agencję Kosmiczną bezpłatnie, w zamian za umożliwienie lotów europejskim astronautom. Drugi segment, LM2, został kupiony przez NASA dla własnego użytku. Jako dodatek do laboratorium, powstało również pięć palet zewnętrznych do eksperymentów w próżni i komora ciśnieniowa zawierająca podzespoły potrzebne podczas misji, w których zastosowana była konfiguracja niezawierająca modułu laboratoryjnego. Do użytku zakwalifikowano osiem różnych konfiguracji, chociaż opracowano ich dużo więcej. 
Komponenty Spacelaba po raz pierwszy zostały wykorzystane w 1983 roku. Wszystkie z wyjątkiem palet zewnętrznych zostały wycofane z użytku w 1998 roku, po 25 lotach. Prace naukowe prowadzono odtąd na Międzynarodowej Stacji Kosmicznej. Palety zewnętrzne zostały ponownie wykorzystane w 2002 roku podczas lotu STS-99. Paleta Deployable 1 została użyta w misji STS-123, a Deployable 2 została wysłana w STS-127.
LM2 można teraz zobaczyć na wystawie w porcie lotniczym w Bremie.

## Opis
Największą częścią Spacelaba był cylindryczny moduł załogowy umieszczany w tylnej części ładowni wahadłowca i połączony z nim tunelem. Jego średnica wynosiła 4,12 metra, a długość jednego segmentu 2,7 metra. Istniały dwa segmenty, które mogły funkcjonować pojedynczo, w większości misji stosowano jednak konfigurację, w której były połączone.
Na paletach zewnętrznych w kształcie litery U montowano instrumenty zewnętrzne oraz wymagające dużego pola widzenia, na przykład teleskopy. Palety mogły być montowane pojedynczo, podwójnie lub potrójnie. Jednorazowo, dzięki połączeniu konfiguracji podwójnej z potrójną, w ładowni wahadłowca mieściło się pięć palet.

## Misje
- STS-9, Spacelab 1, Listopad 1983, Moduł LM1 i paleta (Columbia)
- STS-51-B, Spacelab 3, Kwiecień 1985, Moduł LM1 (Challenger)
- STS-51-F, Spacelab 2, Lipiec 1985, potrójna konfiguracja palet (Challenger)
- STS-61-A, Spacelab D1, Październik 1985, Moduł LM2 (Challenger)
- STS-35, ASTRO-1, Grudzień 1990, jedna paleta (Columbia)
- STS-40, SLS-1, Czerwiec 1991, Moduł LM1 (Columbia)
- STS-42, IML-1, Styczeń 1992, Moduł LM2 (Discovery)
- STS-45, ATLAS-1, Marzec 1992, podwójna konfiguracja palet (Atlantis)
- STS-50, USML-1, Czerwiec 1992, Moduł LM1 (Columbia)
- STS-47, Spacelab-J, Sierpień 1992, Moduł LM2 (Endeavour)
- STS-56, ATLAS-2, Kwiecień 1993, jedna paleta (Discovery)
- STS-55, Spacelab D2, Kwiecień 1993, Moduł LM1 (Columbia)
- STS-58, SLS-2, Październik 1993, Moduł LM2 (Columbia)
- STS-59, SRL-1, Kwiecień 1994, jedna paleta (Endeavour)
- STS-65, IML-2, Lipiec 1994, Moduł LM1 (Columbia)
- STS-68, SRL-2, Październik 1994, jedna paleta (Endeavour)
- STS-66, ATLAS-3, Listopad 1994, jedna paleta (Atlantis)
- STS-67, ASTRO-2, Marzec 1995, jedna paleta (Endeavour)
- STS-71, Spacelab-Mir, Lipiec 1995, Moduł LM2 (Atlantis)
- STS-73, USML-2, Październik 1995, Moduł LM1 ([Columbia)
- STS-78, LMS, Czerwiec 1996, Moduł LM2 (Columbia)
- STS-83, MSL-1, Kwiecień 1997, Moduł LM1 (Columbia)
- STS-94, MSL-1R, Lipiec 1997, Moduł LM1 (Columbia)
- STS-90, Neurolab, Kwiecień 1998, Moduł LM2 (Columbia)
- STS-99, SRTM, Luty 2000, jedna paleta (Endeavour)

## Inne misje
- STS-92, PMA-3, Październik 2000, jedna paleta (Discovery)
- STS-108, Grudzień 2001, Lightweight Mission Peculiar Support Structure Carrier (LMC) (Endeavour)
- STS-123, jedna paleta (Endeavour)